# Таррар
Тарра́р (фр. Tarrare, Tarare; нар. близько 1772 в околицях Ліона — пом. 1798, Версаль) — французький балаганний актор і солдат 2-ої половини XVIII століття, відомий головно напрочуд ненажерливою захланністю.    
Таррар з дитинства вирізнявся непомірним апетитом, тож коли батькам не стало снаги його прогодовувати, вони турнули сина з дому. Із тієї пори він поневірявся Францією у ватазі злодіїв та повій, промишляючи жебрацтвом й крадіжками, щоб бодай якось потамувати голод. Упослі став співучасником виступів мандрованого шарлатана, де демонстрував гастрономічні фокуси із ковтанням пробок і каміння, живих тварин й цілих кошар яблук.    
З початком війни першої коаліції Таррар зголосився до французької армії. Хоча на службі виділяли чотирикратний пайок, постійний болісний голод не зникав, тому доводилось вишукувати додаткову поживу в канавах і сміттєвих баках. Зовсім охлявши, молодик опинивсь у лазареті міста Сульц-О-Рен, де став об'єктом медичних дослідів. Однієї днини він умикнув трапезу, розраховану на 15 осіб. Іншим разом лікари піднесли йому живого кота, що прожогом був з'їдений. Упослі дійшла черга змій, ящірок, собачат і навіть вугря, засмокченого всуціль. 
Генерал Олександр де Богарне вирішив використати незвичайні можливості Таррара для військових потреб: у ролі секретного кур'єра. Передбачалося, що він проковтне футляр з повідомленням, перейде лінію фронту й, прибувши у безпечне місце, випорожнить річ. Вже при виконанні першого завдання Таррара схопили пруські військові, після інсценованої страти його жорстоко побили й видворили преч.
Зазнавши тяжкої психологічної травми, Таррар повернувся в шпиталь й погодився на застосування будь-якої процедури, яка б зарадила хворобі. Його лікували ладаном, винним оцтом, тютюновими таблетками й відварними яйцями, але безрезультатно. Таррар часто-густо втікав з лікарні у пошуках недоїдків. Траплялись випадки, коли він пив кров пацієнтів після кровопускання, їв частини трупів з лікарняного моргу. Після зникнення 14-місячного малюка Таррара запідозрили у канібалізмі і вигнали зі шпиталю. Через років з чотири, хворий важкою формою туберкульозу, Таррар з'явився у Версалі, але невдовзі помер від затяжного приступу ексудативної діареї.

## Дитинство та юність
Таррар народився коло 1772 року в сільській місцевості поблизу Ліона (точна дата народження не встановлена; лікарі, що оглядали його тіло після кончини, визначили орієнтовний вік — 26 літ). Достоту невідомо і те, чи було звернення «Таррар» його справжнім ім'ям, чи просто прізвиськом.   
Ненаситний апетит дався взнаки ізмалку. В підлітковому же віці він міг з'їсти упродовж однієї днини чверть туші корови, рівної за вагою йому самому. Батьки, не в змозі прокормити сина вдосталь, зрештою, виставили того за поріг. Декілька год Таррар бурлакував країною у гурті злодюжок й проституток, жебракував та крав їжу, щоб відтак підрядитись мартоплясом на розігріві в мандруючого шарлатана. Незмінний інтерес глядачів викликала Таррарова здібність ковтати пробки од пляшок, камені, ба навіть живих тварин і цілі кошики яблук, що їх поглинав одне за одним. Він жадливо кидався на будь-який харч, налягаючи з особливою пристрастю на зміїне м'ясо. 
В 1788 році Таррар оселився в Парижі й продовжив заробляти подібними номерами, але вже як самостійний виконавець. Один із трюків, що зазвичай давався без зайвих труднощів, неочікувано викликав гостру кишкову непрохідність і ледь не коштував життя. Кілька людей із юрби глядачів віднесли Таррара на руках в паризький шпиталь Отель-Дьйо (фр. Hôtel-Dieu), де він пройшов курс лікування сильнодійним проносним. Цілковито одужавши, пацієнт заявив особистому лікарю, пану Жиро (фр. M. Giraud), що готовий продемонструвати свої вміння, наприклад, проковтнувши його годинник на ланцюжку. Хірург натомість заявив, що якщо той справді доведе свій задум до кінця, то він, Жиро, без вагання розітне його черево, аби дістати годинника назад.

## Зовнішність і поведінка
Попри вроджений патологічний апетит, обрюзглим Таррар не був — навпаки мав худорляву статуру й середній зріст. У віці 17 літ він важив заледве 100 ліврів (близько 45 кілограмів). Привертали увагу його надзвичайно м'яке світле волосся та через міру широкий рот о 10 см між щелепами при повнім вишкірі із ледь помітними губами і потемнілими зубами. Коли він довго не їв, шкіра з живота звисала складками таким чином, що міг обернути її довкруг талії. Після ж доброго наїдку живіт розбухав неначе «величезна повітряна куля». Блідувата шкіра в області щік була зморщеною; розтягуючи її, молодик був спроможний вмістити у роті до 12 яєць чи яблук.  
Таррарове тіло було гарячим на дотик, надміру пітливим й смерділо. Очевидці твердили, що через сморід, яким постійно відгонило од нього, «неможливо було підійти ближче ніж на 20 кроків». Після кожного прийому їжі гидотний запах помітно посилювався, очі і щоки наливались кров'ю, з тіла йшла пара. Засинаючи, Таррар час від часу голосно відригував й робив «ковтальні рухи» щелепами. Екскременти поліфага, який до того ж страждав хронічною діареєю, були «зловонні поза межами будь-якої уяви». Незважаючи на колосальні масштаби поглинаного їства Таррар ніколи не скарживсь на нудоту й не прибавляв в тілі. Коли йшлося не про поживок, він не проявляв ані дивної поведінки, ані ознак розумового розладу. Свідки вказували хіба що на вкрай апатичний склад характеру, який виражався у «повній відсутності сил та ідей».
Етіологія неприборкуваного апетиту Таррара невідома. Збереглись документально завірені свідчення про кількох його сучасників, що страждали такою ж формою поліфагії, зокрема про відомого француза польського походження Шарля Домері, проте тіло жодного із них після смерті, на відміну від Таррара, патологоанатоми не оглядали. На переконання шведсько-британського ревматолога й історика медицини Яна Боундсона (англ. Jan Bondeson), такий стан могло обумовити пошкодження мигдалеподібного тіла чи ядра гіпоталамуса; встановлено, що подібна травма здатна викликати поліфагію у піддослідних тварин. Іншою причиною розвитку патологічного апетиту на тлі швидкої втрати ваги міг стати гіпертиреоїдизм, підвищена активність щитоподібної залози. В медичній історії Нового часу не зафіксовано жодного достеменного випадку поліфагії, що був би зіставимим з розладом Таррара.

## Військова служба
Барон Персі
З вибухом війни першої коаліції Таррар вступив на службу до французької революційної армії. Військовий пайок, на його прикрість, аж ніяк не удовольняв постійну знадобу в харчах, тому в обмін на порції інших солдат Таррар згоджувався виконувати їхні доручення. Часто порпався на смітниках у пошуках недоїдків, але і це не могло зарадити бідоласі. Через певний час рядового доставили до лазарету міста Сульц-О-Рен у стані сильного фізичного виснаження.
Попри виділений чотирикратний раціон, він, як і раніш, коротав весь вільний час у гарячкових шуканнях їжі: то рискав у стічних канавах, то копирсався серед баків з непотребом, наминав недогризки за іншими пацієнтами; одного разу пробрався у госпітальну аптеку й поласував припарками. Аби довідатись про причину такого хворобливого апетиту, хірург 9-го гусарського полку доктор Курвіль (фр. Courville; у деяких джерелах — Комвіль, фр. Comville) й головний лікар госпіталю, барон П'єр-Франсуа Персі (фр. Pierre-François Percy) залишили Таррара в лазареті для участі в розробленому ними курсі фізіологічних експериментів.
Якось біля воріт закладу накрили стіл з частуванням, розрахованим «на п'ятнадцять німецьких робітників». Санітари силою стримували Таррара, що поривавсь до трапези. Курвіль, одначе, вирішив скористатися цією нагодою, щоб дослідити травні можливості пацієнта й дозволив тому безперешкодно добратися столу. Таррар заповзявсь уминати обід: два чималих пироги з м'ясом, дві тарілки соленого смальцю, не полишаючи навіть хлібні крихти, вдудлив 4 галони (близько 18 л) згущеного молока й одразу ж заснув. Лікар зауважував, що черево у нього стало тугим та надутим, наче «величезна повітряна куля». Іншим разом йому принесли великого живого кота. Той зубами розірвав живіт нещасної тварини, висмоктав кров, і з'їв тіло повністю, за винятком хіба що кісток, а через пів години «немов хижий птах» відригнув куски шкіри із залишками шерсті. Свідком цього видива став, зокрема, головний лікар Рейнської армії Жозе Адам Лоренц (фр. Joseph Adam Lorentz). У низці наступних експериментів піддослідному пропонували живих змій, ящірок і щенят; Таррар з'їдав все, нічим не гидуючи. Під час одного такого досліду він буквально засмоктав, навіть не пережовуючи, живого вугра, попередньо розчавивши голову зубами.

### Секретний кур'єр
Коли минуло кілька місяців, що їх Таррар провів у шпиталі на правах піддослідного, військове командування зажадало повернути рядового на чинну службу. Доктор Курвіль, прагнучи за будь-яку ціну продовжити досліди гастрономічних можливостей поліфага, запропонував генералу Олександру де Богарне використати незвичайні здібності вояки в державних інтересах. За розпорядженням лікаря той проковтнув дерев'яний футляр з документом всередині, який через два дні вийшов разом з екскрементами у цілком задовільному стані. Курвіль дійшов думки, що Таррар міг би в такий спосіб проносити донесення ворожою територією без ризику викриття при затриманні чи обшуку.
|                              |
| Генерал Олександр де Богарне |

Солдата викликали до заінтригованого Богарне для показу своїх умілостей перед генералітетом Рейнської армії. Успішно проковтнувши футляр, він одержав у винагороду теліжку з 30 фунтами (бл. 14 кг) сирих бичачих легенів і печінки, й без зволікання їх втеребив на очах у зпантеличеної публіки. Історик Я. Боундсон відзначає, що серед присутніх міг опинитися й сам Наполеон Бонапарт, але зауважує, що така обставина видається украй малоймовірною.
Таррара офіційно зарахували на посаду шпигуна при Рейнській армії. Генерал навіч переконався у фізичних можливостях незвичайного солдата, однак сумніви відносно психічного здоров'я не полишали його, тому кур'єру не стали доручати доставку справді цінних документів. На своє перше завдання Таррару випало доправити лист одному французькому полковнику, ув'язненому у фортеці поблизу Нойштадта. Його запевнили, що документ начебто має стратегічно важливе значення. Насправді ж Богарне написав звичайнісіньку записку, в котрій просив полковника підтвердити, що звідомлення дійшло за адресою, й при змозі вказати будь-яку потенційно корисну інформацію про пересування армії супротивника.
Під покровом темряви, зодягнутий як німецький селянин, Таррар перетнув кордон з Пруссією. Незнанням німецької мови й дивною поведінкою він швидко накликав на себе підозри тутешніх мешканців. Ті, своєю чергою, донесли на нього військовим, і незабаром француза схопили в околиці Ландау. Пруссаки обшукали полоненого і, не знайшовши нічого підозрілого, відшмагали. Таррар тримався мужньо й не вибовкав таємниці. На допиті в місцевого команданта, генерала Цойглі (нім. Zoegli), він також зарікся говорити та, як наслідок, трапив у карцер. Доба під вартою остаточно зламала його волю й у підсумку зізнавсь Цойглі про своє завдання. 
Бранця припнули на ланцюг біля вигрібної ями, аж доки дерев'яне пуделко не вийшло з екскрементами — через 30 годин відтоді, як опинилось у шлунку. Хутко з'ясувалось, що документ — всього-на-всього цидулка де Богарне, отож-бо розлючений прусський генерал наказав лазутчика повісити. За іншими даними, Цойглі розгнівався через те, що Таррар навпаки наважився дістати футляр із власного посліду й тут-таки проковтнув його знов. Так чи інак, полоненого відвели до шибениці, дозволили помолитись Всевишньому і вже було накинули зашморг на шию, однак останьої миті комендант зласкавився й скасував страту. Таррара зняли з ешафота, добряче відгамселили і пустили восвояси непоодаль французьких позицій. 

## Спроби лікування
Після згаданого випадку Таррар став відчайдушно ухилятися від військової служби. Він повернувся у шпиталь і заявив барону Персі, що ладний на будь-яку терапію, аби лиш вона дала ефект. Назначений курс лікування опієм, винним оцтом і тютюновими пілюлями зазнав невдачі. Спроби притлумити апетит великими порціями «левантійських яєць», зварених круто, також не досягли своєї мети. Всі зусилля, аби утримати Таррара в рамках дієти, виявилися марними. Той повсякчас утікав зі шпиталю, вишукував їстівні недогризки на задніх дворах довколишніх м'ясних крамниць. Інколи, снуючи підворіттями чи нишпорячи у стічних канавах і сміттєвих звалищах у пошуках падалі, Таррар встрявав у гризню з бродяжними собаками. Кілька разів його заставали при питті крові пацієнтів, яким проводили кровопускання, ба навіть при споживанні трупів у покійницькій. Частина лікарів відверто вважали поліфага божевільним й вимагали передати його в психіатричний притулок. Утім, Персі наполягав на продовженні дослідів й Таррар міг надалі користуватися заступництвом головного лікаря.
Невдовзі у лікарні безслідно зникло 14-місячне дитя, й на Таррара очікувано впала підозра у канібалізмі. За таких обставин барон Персі не захотів чи не зміг відстояти підопічного, й того остаточно вигнали з медичного закладу.

## Смерть
В 1798 році лікар версальської лікарні пан Тессьє (фр. M. Tessier) сповістив барона Персі, що його воліє бачити один із пацієнтів. Ним виявився Таррар — цього разу зовсім кволий і прикутий до ліжка. Він розповів Персі, що два роки тому проковтнув крадену золоту виделку, яка начебто застрягла в нутрощах й спричинила поточне недомагання, а тепер сподівається, що знайдеться спосіб якось її звідтіля вийняти. Натомість лікар діагностував у Таррара термінальну стадію туберкульозу. Місяцем пізніше, після тривалого приступу ексудативної діареї, Таррар помер.
Труп дивного пацієнта почав розкладатися надзвичайно швидко, й хірурги попервах відмовлялися робити розтин. Тессьє, одначе, прагнув з'ясувати, наскільки сильно структура його внутрішніх органів різнилася від норми. Водночас його цікавило питання, чи справді Таррар проковтнув столовий прибор. Розтин засвідчив, що його стравохід аномально розширений; розсунувши щелепи, хірурги помітили широкий канал, який тягнувся аж до самого шлунку. Все тіло заповнював гній. Печінка і жовчний міхур були патологічно збільшені. Більшу частину черевної порожнини заповнював величезний шлунок, укритий виразками. Золотої виделки так і не знайшли.